# Austrolebias nachtigalli
Austrolebias nachtigalli är en fiskart som beskrevs av Costa och Cheffe 2006. Austrolebias nachtigalli ingår i släktet Austrolebias och familjen Rivulidae. Inga underarter finns listade.